# Helena Englisch
Helena Englisch (* 29. Dezember 2006) ist eine deutsche Basketballspielerin.

## Werdegang
Englisch, deren Mutter Uta in der Bundesliga spielte, erlernte das Basketballspiel beim MTV München von 1879. Beim MTV entwickelte sie sich zur Jugend-Nationalspielerin. In der 2. Bundesliga spielte sie mit Zweitlizenz für München Basket.
In der Sommerpause 2024 wechselte Englisch zum Bundesligisten USC Freiburg und begann ein Studium der Psychologie.